# Calacadia livens
Calacadia livens är en spindelart som först beskrevs av Simon 1902.  Calacadia livens ingår i släktet Calacadia och familjen Amphinectidae. Inga underarter finns listade.